# Festival Internacional de Cinema de Marràqueix
El Festival Internacional de Cinema de Marràqueix (FIFM) (àrab: المهرجان الدولي للفيلم بمراكش, al-Mahrajān ad-Duwalī li-l-Fīlm bi-Marrākux; amazic estàndard marroquí: ⴰⵏⵎⵓⴳⴳⴰⵔ ⴰⴳⵔⴰⵖⵍⴰⵏ ⵏ ⵍⴼⵉⵍⵎ ⴳ ⵎⵕⵕⴰⴽⵛ, Anmuggar AgraƔlan n Lfilm g Mṛṛakc) és un festival de cinema internacional fundat per la Fundació del Festival Internacional de Cinema de Marràqueix l'any 2001 i que se celebra anualment a Marràqueix (Marroc). La 19a edició se celebrà de l'11 al 19 de novembre de 2022. És la primera reunió presencial del festival després de la seva cancel·lació el 2020 i el 2021 a causa de la pandèmia.

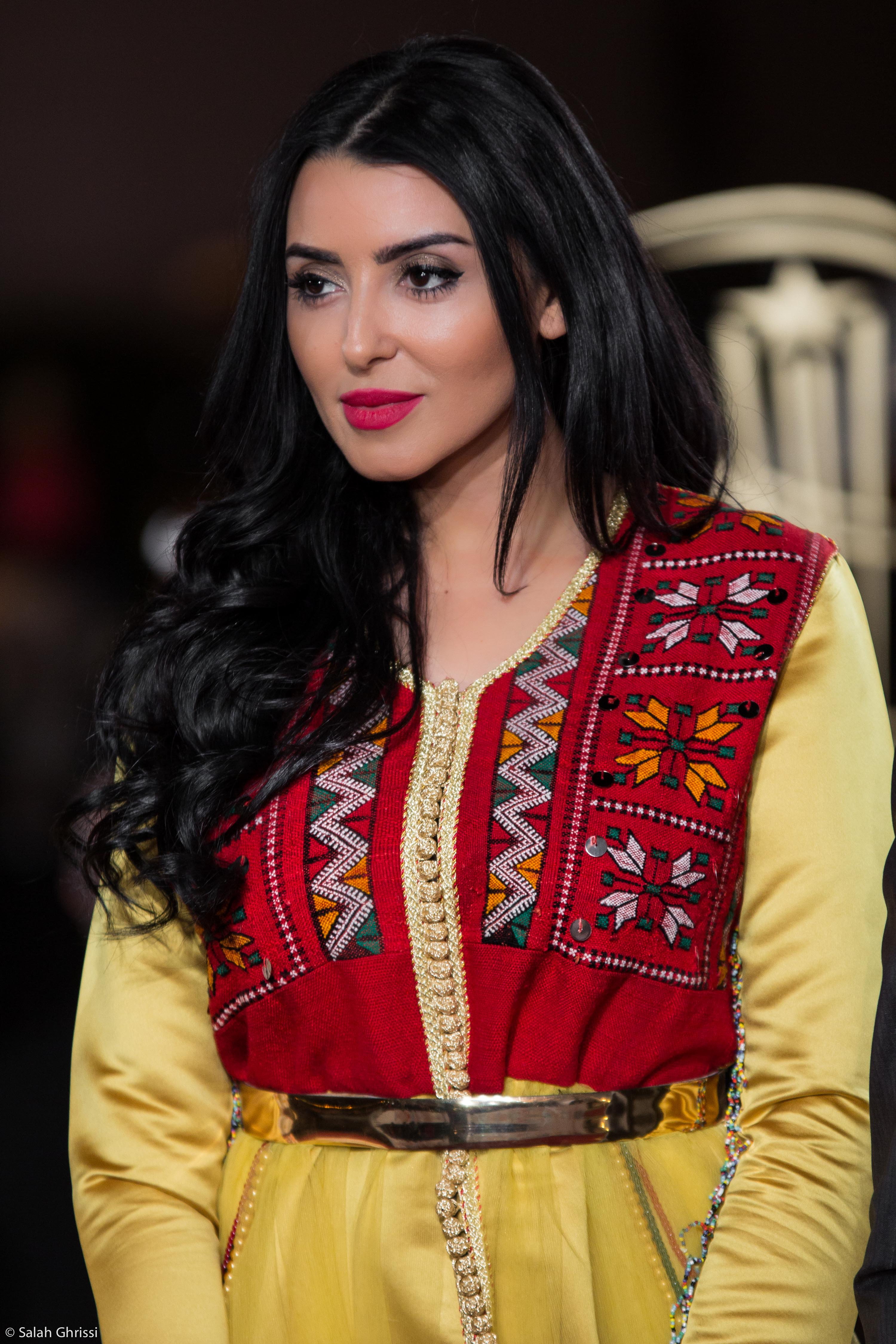
Fati Jamali

## Creació
El festival es va crear l'any 2001 per iniciativa de Mohammed VI. Aquest festival pretén ser tant una prestigiosa plataforma dedicada íntegrament al cinema i els seus talents, com un pont intercultural entre nacions. És en aquest sentit que ràpidament va sorgir l'elecció de la ciutat de Marràqueix. I també perquè la metròpoli es beneficia de les infraestructures necessàries per acollir un nou esdeveniment amb dimensió internacional. El productor francès Daniel Toscan du Plantier associarà la seva visió amb la dels socis marroquins, en acceptar liderar l'equip responsable de la construcció, en diferents indrets de la ciutat, d'una primera edició del "Festival de Marrakech" . Entre els objectius prioritaris d'aquest nou esdeveniment es troben: la promoció d'obres cinematogràfiques de qualitat –contribuint així a l'evolució artística del cinema mundial–, el desenvolupament de la indústria cinematogràfica al Marroc i la promoció de la imatge del Marroc arreu del món.

## Visió general
Des del seu any inaugural, el FIFM ha estat un dels esdeveniments més importants dedicats al cinema marroquí. També és el lloc de la fotografia principal de moltes produccions internacionals.
El jurat del festival aplega importants escriptors, actors i personalitats internacionals, i té com a objectiu premiar els millors llargmetratges i curtmetratges marroquins i estrangers.
El Festival Internacional de Cinema de Marràqueix està presidit pel Príncep Moulay Rachid del Marroc.

## Premis
Durant la seva cerimònia de clausura es lliuren els següents guardons:
- Estrella d'or (Étoile d'or)
- Premi del jurat
- Premi a la millor interpretació femenina
- Premi a la millor interpretació masculina
- Premi al millor curtmetratge marroquí (CINECOLES)

## Guanyadores de l'Estrella d'Or
| Any  | Pel·lícula          | Director(s)              | Nacionalitat         |
| ---- | ------------------- | ------------------------ | -------------------- |
| 2001 | Inch'Allah dimanche | Yamina Benguigui         | França               |
| 2002 | Go                  | Isao Yukisada            | Japó                 |
| 2003 | Gori vatra          | Pjer Zalica              | Bòsnia i Hercegovina |
| 2004 | Sideways            | Alexander Payne          | Estats Units         |
| 2005 | Saratan             | Ernest Abdyshaparov      | Kirguizstan          |
| 2006 | Der Rote Kakadu     | Dominik Graf             | Alemanya             |
| 2007 | Sügisball           | Veiko Õunpuu             | Estònia              |
| 2008 | Dikoe Pole          | Mikhail Kalatozov        | Rússia               |
| 2009 | Norteado            | Rigoberto Perezcano      | Mèxic                |
| 2010 | Musanilgi           | Park Jung-bum            | Corea del Sud        |
| 2011 | Labrador            | Frederikke Aspöck        | Dinamarca            |
| 2012 | L'Attentat          | Ziad Doueiri             | Líban                |
| 2013 | Han Gong-ju         | Lee Su-jin               | Corea del Sud        |
| 2014 | Klass korrektsii    | Ivan I. Tverdovsky       | Rússia Alemanya      |
| 2015 | Film Kteer Kbeer    | Mir-Jean Bou Chaaya      | Líban                |
| 2016 | The Donor           | Xichuan Zang             | R.P. de la Xina      |
| 2018 | Joy                 | Sudabeh Mortezai         | Àustria              |
| 2019 | Tantas almas        | Nicolás Rincón Gille     | Colòmbia             |
| 2022 | A Tale of Shemroon  | Emad Aleebrahim-Dehkordi | Iran                 |

## Jurat
El 2013, el jurat de la 13a edició del Festival Internacional de Cinema de Marràqueix va incloure el president del jurat Martin Scorsese i els membres del jurat Fatih Akin, Patricia Clarkson, Marion Cotillard, Amat Escalante, Golshifteh Farahani, Anurag Kashyap, Narjiss Nejjar, Park Chan-wook i Paolo Sorrentino, van escollir els guanyadors del premi entre els 15 llargmetratges internacionals a competició.
El 2022, el jurat de la 19a edició va incloure el director italià Paolo Sorrentino com a president, la guionista i directora danesa Susanne Bier, l'actor i productor esetatunidenc Oscar Isaac, l'actriu britànica Vanessa Kirby, l'actriu alemanya Diane Kruger, el director australià Justin Kurzel, la directora i actriu libanesa Nadine Labaki, la directora marroquina Laïla Marrakchi i l'actor franco-algerià Tahar Rahim.